# 장안여자중학교
장안여자중학교(長安女子中學校)는 대한민국 경기도 화성시 장안면 사곡리에 있는 사립 중학교이다.

## 학교 연혁
- 1953년 12월 1일 : 재단 법인 삼괴학원 설립인가
- 1964년 6월 17일 : 학교법인 초대 백성기 이사장 취임
- 1972년 12월 29일 : 장안여자중학교 설립 인가 (12학급)
- 1973년 3월 2일 : 초대 한백웅 교장 취임
- 1973년 3월 5일 : 장안여자중학교 개교
- 1980년 11월 20일 : 강당 신축 (81평)
- 2006년 5월 4일 : 이사장 백승현 박사 취임
- 2009년 3월 20일 : 급식실 및 다목적실 준공
- 2010년 5월 10일 : 신관 보통실 및 휴게실 증축
- 2017년 3월 21일 : 체육관 증축
- 2023년 3월 1일 : 제9대 유동숙 교장 취임
- 2024년 1월 5일 : 제49회 졸업 61명(총누계 8,973명)

## 참고 자료
- 장안여자중학교 - 한국교육학술정보원 학교알리미